# Pieter Meulener

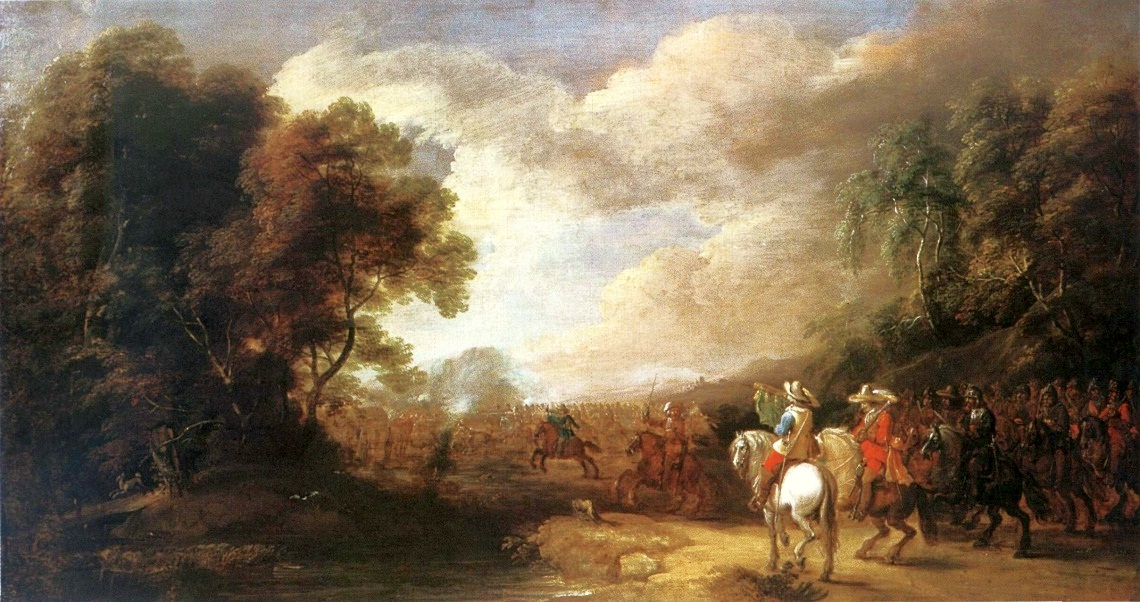
Pieter Meulener Potyczka, 2. ćw. XVII w.; Muzeum Narodowe w Warszawie

Pieter Meulener, także Meulenaer lub Molenaer (ochrz. 18 lutego 1602 w Antwerpii, poch. 27 listopada 1654 tamże)  – flamandzki malarz.

## Życiorys
Był uczniem Sebastiana Vrancxa. Pomiędzy 18 września 1631 a wrześniem 1632 przystąpił jako mistrz do gildii św. Łukasza w Antwerpii.
Uprawiał malarstwo historyczne, w tym sceny batalistyczne w stylu Pietera Snayersa, zwłaszcza ze współczesnej mu wojny trzydziestoletniej (1618–1648). Malował także pejzaże z postaciami i bez oraz postaci we wnętrzu.
W zbiorach Muzeum Narodowego w Warszawie znajduje się obraz batalistyczny Meulenera Potyczka, datowany na 2. ćwiartkę XVII wieku.